# Thamnochortus gracilis
Thamnochortus gracilis är en gräsväxtart som beskrevs av Maxwell Tylden Masters. Thamnochortus gracilis ingår i släktet Thamnochortus och familjen Restionaceae. Inga underarter finns listade i Catalogue of Life.